# Tetrapedia diversipes
Tetrapedia diversipes là một loài Hymenoptera trong họ Apidae. Loài này được Klug mô tả khoa học năm 1810.